# Louis Jules Ernest Malinvaud
Louis Jules Ernest Malinvaud (Paris, 26 de setembro de 1836 – Paris, 22 de setembro de 1913) foi um médico e botânico francês. 

## Biografia
Órfão cedo, foi  criado pela sua avó materna e, posteriormente, por outros parentes. Efetuou seus estudos em Limoges, e titulou-se como bacharel em ciências e letras, em 1854.  Interessado pela botânica, manteve relações  com botânicos da região, entre eles Pierre Marie Edouard Lamy de la Chapelle (1804-1886).
Em  1860, ingressou na Escola de Medicina de Limoges, prosseguindo seus estudos em Paris a partir de 1863. Porém, interrompeu os seus estudos antes de ser diplomado doutor. Após ter servido como médico durante a guerra de 1870, abandonou a prática médica para consagrar-se inteiramente à botânica e a Sociedade Botânica da França. Publicou  numerosas obras  sobre a flora francesa.

## Fonte
- François Pellegrin (1954). Um século da Sociedade de Botânica da França. Bulletin de la Société botanique de France, suplemento nº  101 : 17-46.